# Scie à guichet

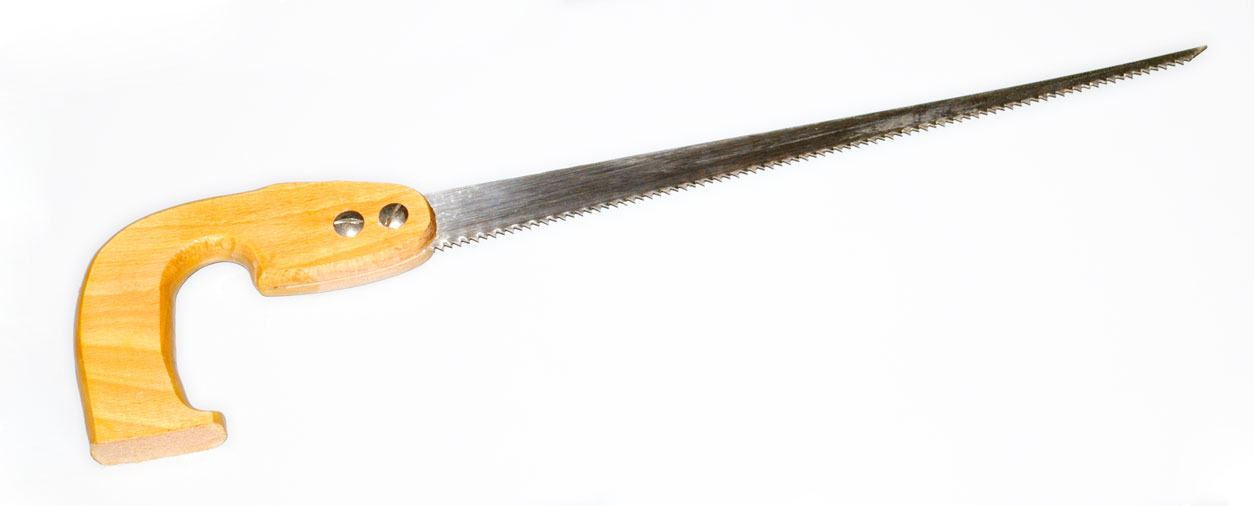
Scie à guichet avec un manche en bois.

Une scie à guichet est une scie aux dents fines à lame allongée et étroite utilisée pour scier des matériaux de construction fins et de forme plus ou moins régulière. Elle permet aussi de découper des trous dans le contreplaqué, le bois aggloméré et les plaques de plâtre.